# Dick Haymes
Richard Benjamin (Dick) Haymes (Buenos Aires, 13 september 1918 – Los Angeles, 28 maart 1980) was een Amerikaanse zanger en acteur. In de jaren veertig en begin jaren vijftig was hij een van de populairste zangers van Amerika. Hij zong in grote bigbands en had een solocarrière als zanger van ballads.

## Biografie

### Achtergrond
Haymes was de zoon van de Ierse zanglerares Marguerite Haymes (1894–1987) en een rancher met wortels in Engeland. Zijn jongere broer Bob Haymes was een acteur, televisiepresentator en liedjesschrijver. De familie Haymes streek neer in Amerika toen Dick Haymes nog een kind was. Haymes is nooit een Amerikaans staatsburger geworden.

### Loopbaan
Dick Haymes debuteerde als zanger in 1931 in een hotel, waar bandleider Johnny Johnson hem ontdekte en hem voor de zomer in zijn band opnam. Rond 1933 kwam hij terecht in Hollywood, waar hij kort een eigen band had, The Katzenjammers, en werkte als stuntman en stand-in. Op zijn negentiende verhuisde hij naar New York, waar hij zanger was in enkele big bands. Hij zong vanaf 1939 in het orkest van trompettist Harry James en kwam zo een paar keer op de Amerikaanse hitparade. Zijn stem was ook te horen op enkele hits van klarinettist en bandleider Benny Goodman (1941-1942). Tevens werkte hij enige tijd in de band van Tommy Dorsey. Op 3 september 1942 introduceerde crooner Frank Sinatra Haymes op de radio als zijn vervanger bij Tommy Dorsey.
Haymes had tijdens de Tweede Wereldoorlog in Amerika talloze hits, waaronder veel liedjes uit films waarin hij ook acteerde. Onder de hits waren verschillende duetten met zangeres Helen Forrest: 'Together', 'I'll Buy That Dream' en bijvoorbeeld 'Long Ago and Far Away'. De platen kwamen uit op Decca en, later, Twentieth Century Fox. Hij had vanaf 1944 een radioprogramma op CBS, waar hij samenwerkte met onder meer arrangeur Matt Dennis, maar was ook in andere programma's te horen, zoals The Lucky Strike Hit Parade. Zijn films waren zeer succesvol. Een van die films was de musical State Fair, waarin hij speelde naast Jeanne Crain, Dana Andrews en Vivian Blaine. Hij was de tegenspeler van Betty Grable in de film The Shocking Miss Pilgrim. Voor die film zong hij twee nummers met Judy Garland.
Haymes had verschillende hits met de Andrews Sisters, met wie hij ook optrad op de radio, in het door Haymes gepresenteerde Club Fifteen (1949-1950). Met de Andrew Sisters nam hij zo'n twaalf platen op voor Decca, zoals 'My Sin', de dramatische ballade 'Here in My Heart' en het met Bing Crosby gezongen 'There's No Business Like Show Business'. Hij werkte samen met onder meer het orkest en koor van arrangeur Gordon Jenkins (de succesvolle ballades 'Little White Lies' en 'Maybe It's Because').

### Na de bloeitijd
In het begin van de jaren vijftig had Haymes nog maar een paar filmrollen en ook zijn hits droogden op. In de tweede helft van de jaren vijftig nam hij nog wel een paar albums voor Capitol Records op, maar een mindere periode was aangebroken, met alcoholproblemen en later, in het begin van de jaren zestig, financiële problemen. Verder werd hij na de oorlog geplaagd door problemen met de Amerikaanse overheid rond zijn (Argentijnse) staatsburgerschap. Om die reden kon een buitenlandse tournee met Billie Holiday, begin jaren vijftig, niet doorgaan. Zijn huwelijksleven was ook niet zonder problemen.

### Huwelijken
Haymes was zes keer getrouwd, onder meer met de filmactrices Joanne Dru (1941–1949), Rita Hayworth (1953–1955) en Fran Jeffries (1958–1964). Een andere echtgenote was Nora Eddington (1949–1953), een vroegere vrouw van Errol Flynn. Haymes had zes kinderen, drie met Joanne Dru, een met Fran Jeffries en twee met zijn zesde, en laatste, vrouw, het Britse model Wendy Smith.

### Overlijden
Haymes overleed aan de gevolgen van longkanker in  Cedars-Sinai Medical Center in Los Angeles. Hij was 61 jaar.

## Discografie

### 78-toeren-album
- Dick Haymes Sings – Carmen Cavallaro at the Piano – Irving Berlin Songs (Decca Records, 1948)

### Lp's
- Rain or Shine (1955)
- Moondreams (1957)
- Look at Me Now! (1956 of 1957)
- Richard the Lion-Hearted - Dick Haymes that is! (1960)

### Compilaties
- Dick Haymes
- Little White Lies (1958)
- Dick Haymes - Maury Laws Orchestra / Featuring Cy Coleman
- Love Letters
- Spotlight On – Dick Haymes Sings Romantic Ballads - Featuring Johnny Kay
- Easy (1973)
- Imagination (1982) (ook op cd)

### Live-albums
- Dick Haymes Comes Home! (1973)

### Cd-compilaties (selectie)
- (2016) Dick Haymes You'll Never Know His 53 Finest 2 CDset (Retrospectief)
- (1990) Richard the Lion-Hearted – Dick Haymes that is! (1990) re-issue van het vinyl-album
- Imagination (1992)
- The Very Best of Dick Haymes, Vol. 1 (1997)
- The Very Best of Dick Haymes, Vol. 2 (1997)
- The Complete Columbia Recordings – with Harry James and Benny Goodman (1998)
- Little White Lies: 25 Original Mono Recordings 1942-1050. Living Era. ASV Mono.  CD AJA 5387 (2001)
- Christmas Wishes (2002, radio-opnames)
- Golden Years of Dick Haymes (2003)
- The Complete Capitol Collection (2006)

## Filmografie
- Mutiny on the Bounty (1935) als extra
- Dramatic School (1938)
- Du Barry Was a Lady (1943)
- Four Jills in a Jeep (1944)
- Irish Eyes Are Smiling (1944)
- I Am an American (1944)
- State Fair (1945)
- Diamond Horseshoe (1945)
- Do You Love Me (1946)
- The Shocking Miss Pilgrim (1947)
- Carnival in Costa Rica (1947)
- Up in Central Park (1948)
- One Touch of Venus (1948)
- St. Benny the Dip (1951)
- Hollywood Fun Festival (1952)
- All Ashore (1953)
- Cruisin' Down the River (1953)
- Adam-12 (1974) (tv)
- Betrayal (1974) (tv)
- Won Ton Ton, the Dog Who Saved Hollywood (1976)
- The Eddie Capra Mysteries (1978) (tv – episode "Murder on the Flip Side")

## Hits
| Jaar | Single                                                                     | Hitnoteringen | Hitnoteringen |
| Jaar | Single                                                                     | U.S.          | U.S. R&B      |
| ---- | -------------------------------------------------------------------------- | ------------- | ------------- |
| 1941 | "A Sinner Kissed an Angel"(met Harry James)                                | 15            |               |
| 1942 | "The Devil Sat Down and Cried"(met Harry James & Helen Forrest)            | 15            |               |
| 1942 | "Idaho"(met Benny Goodman)                                                 | 4             |               |
| 1942 | "Take Me"(met Benny Goodman)                                               | 10            |               |
| 1942 | "Serenade In Blue"(met Benny Goodman)                                      | 17            |               |
| 1943 | "It Can't Be Wrong"                                                        | 1             | 2             |
| 1943 | "In My Arms"                                                               | 3             |               |
| 1943 | "You'll Never Know"                                                        | 1             | 1             |
| 1943 | "Wait For Me, Mary"                                                        | 6             |               |
| 1943 | "I Never Mention Your Name"                                                | 11            |               |
| 1943 | "I Heard You Cried Last Night"                                             | 13            | 8             |
| 1943 | "Put Your Arms Around Me, Honey"                                           | 5             |               |
| 1943 | "For the First Time"                                                       | 13            |               |
| 1944 | "I'll Get By"(met Harry James)                                             | 1             |               |
| 1944 | "Long Ago (and Far Away)"(met Helen Forrest)                               | 2             |               |
| 1944 | "How Many Times Do I Have To Tell You"                                     | 27            |               |
| 1944 | "How Blue the Night"                                                       | 11            |               |
| 1944 | "It Had To Be You"(met Helen Forrest)                                      | 4             |               |
| 1944 | "Together"(met Helen Forrest)                                              | 3             |               |
| 1944 | "Janie"                                                                    | 26            |               |
| 1945 | "Laura"                                                                    | 9             |               |
| 1945 | "The More I See You"                                                       | 7             |               |
| 1945 | "I Wish I Knew"                                                            | 6             |               |
| 1945 | "Till the End of Time"                                                     | 3             |               |
| 1945 | "Love Letters"                                                             | 11            |               |
| 1945 | "I'll Buy That Dream"(met Helen Forrest)                                   | 2             |               |
| 1945 | "Some Sunday Morning"(met Helen Forrest)                                   | 9             |               |
| 1945 | "That's For Me"                                                            | 6             |               |
| 1945 | "It Might As Well Be Spring"                                               | 5             |               |
| 1946 | "I'm Always Chasing Rainbows"(met Helen Forrest)                           | 7             |               |
| 1946 | "It's a Grand Night For Singing"                                           | 21            |               |
| 1946 | "Oh! What It Seemed To Be"(met Helen Forrest)                              | 4             |               |
| 1946 | "Slowly"                                                                   | 12            |               |
| 1946 | "Come Rain or Come Shine"(met Helen Forrest)                               | 23            |               |
| 1946 | "In Love In Vain"(met Helen Forrest)                                       | 12            |               |
| 1946 | "You Make Me Feel So Young"                                                | 21            |               |
| 1946 | "Why Does It Get So Late So Early"(met Helen Forrest)                      | 22            |               |
| 1946 | "On the Boardwalk"                                                         | 21            |               |
| 1947 | "For You, For Me, Forevermore"(met Judy Garland)                           | 19            |               |
| 1947 | "How Are Things In Glocca Mora"                                            | 9             |               |
| 1947 | "Mam'selle"                                                                | 3             |               |
| 1947 | "There's No Business Like Show Business"(met Bing Crosby & Andrew Sisters) | 25            |               |
| 1947 | "Ivy"                                                                      | 19            |               |
| 1947 | "Naughty Angeline"                                                         | 21            |               |
| 1947 | "I Wish I Didn't Love You So"                                              | 9             |               |
| 1947 | "And Mimi"                                                                 | 15            |               |
| 1948 | "Teresa"(met Andrews Sisters)                                              | 21            |               |
| 1948 | "Little White Lies"(gouden plaat)                                          | 2             |               |
| 1948 | "You Can't Be True, Dear"                                                  | 9             |               |
| 1948 | "Nature Boy"                                                               | 11            |               |
| 1948 | "It's Magic"                                                               | 9             |               |
| 1948 | "Ev'ry Day I Love You"                                                     | 24            |               |
| 1949 | "Bouquet of Roses"                                                         | 22            |               |
| 1949 | "Room Full of Roses"                                                       | 6             |               |
| 1949 | "Maybe It's Because"                                                       | 5             |               |
| 1949 | "The Old Master Painter"                                                   | 4             |               |
| 1950 | "Roses"                                                                    | 29            |               |
| 1950 | "Count Every Star" (met Artie Shaw)                                        | 10            |               |
| 1950 | "Can Anyone Explain"                                                       | 23            |               |
| 1951 | "You're Just In Love"(met Ethel Merman)                                    | 30            |               |
| 1951 | "And So To Sleep Again"                                                    | 28            |               |
| 1956 | "Two Different Worlds"                                                     | 80            |               |

## Musical
- Miss Liberty (1951, Dallas Theatre)

## Radio-optredens
| Jaar | Programma            | Aflevering             |
| ---- | -------------------- | ---------------------- |
| 1948 | Lux Radio Theatre    | Irish Eyes Are Smiling |
| 1948 | Screen Guild Players | Up in Central Park     |
| 1953 | Suspense             | Pigeon in the Cage     |